# 사령선 컬럼비아
사령선 컬럼비아호 (CM-107)(영어: Command module Columbia)는 1969년 7월 16일 발사된 아폴로 11호의 임무 과정에서 사령선 역할을 한 우주선이다. 아폴로 11호는 인간의 달 착륙을 처음으로 성공시킨 임무였다. 또한 아폴로 11호 임무에서 지구로 귀환하여 현재까지 실물을 마주할 수 있는 유일한 우주선이기도 하다.

## 이름
컬럼비아라는 이름은 아폴로 계획이 이루어질 당시 NASA의 공공부문 행정 차관보였던 줄리언 시어 (Julian Scheer)가 마이클 콜린스에게 처음 제안하였다. 시어는 콜린스와의 전화통화 중에 "여기 사람들 중에서는 컬럼비아라는 이름을 밀고 있다"며 불현듯 컬럼비아라는 이름을 소개하였다.
콜린스는 처음에 그 이름이 다소 거창하다는 느낌이 들었지만, 다른 이름이 떠오르지 않았고 동료 우주비행사였던 버즈 올드린과 닐 암스트롱도 이의를 제기하지 않았기 때문에 그대로 이름이 채택되었다. 마이클 콜린스는 쥘 베른의 1865년 공상과학 소설 《지구에서 달까지》에서 포탄을 달까지 쏘아올리는데 쓰인 초대형 대포 '컬럼비아드' (Columbiad)와도 유사하다는 점도 그 이름을 받아들이는 데 영향을 주었다고 회상했다.

## 임무 후 역사
1969년 7월 임무를 마친 후 미국 도시들을 순회하였으며, 1971년 스미스소니언 협회에 기증되었다. 기증 직후 "비행의 이정표(Milestone in Flight)"라는 이름으로 미국 워싱턴 D.C.의 국립항공우주박물관에 1903년 라이트 플라이어와 함께 대표 전시물로 소개되었다.
2016년 7월, 스미스소니언 협회는 디지털화 계획실에서 제작한 컬럼비아호의 3D 스캔본을 일반에 공개했다. 스캔 과정에서 아폴로 11호의 우주비행사들이 캡슐 벽에 글귀를 쓴 흔적이 여러 곳 발견되었다. 달력을 적은 것, 사물함 중 냄새 나는 폐기물이 들어 있다는 경고문을 적은 것 등이 대표적인 사례였다.
2019년 아폴로 11호 착륙 50주년을 기념하여 미국 순회전에 나섰다. 휴스턴, 세인트루이스, 피츠버그, 시애틀, 신시내티 등의 박물관의 특별전으로 소개되었다.
2022년 미국 국립항공우주박물관 개보수의 일환으로 전시관이 임시 휴관되면서 볼 수 없었으나, 2022년 가을 박물관 재개장과 함께 새로 문을 연 전시실인 '달을 향한 여정(Destination Moon)'의 주요 전시품으로 소개되었다.

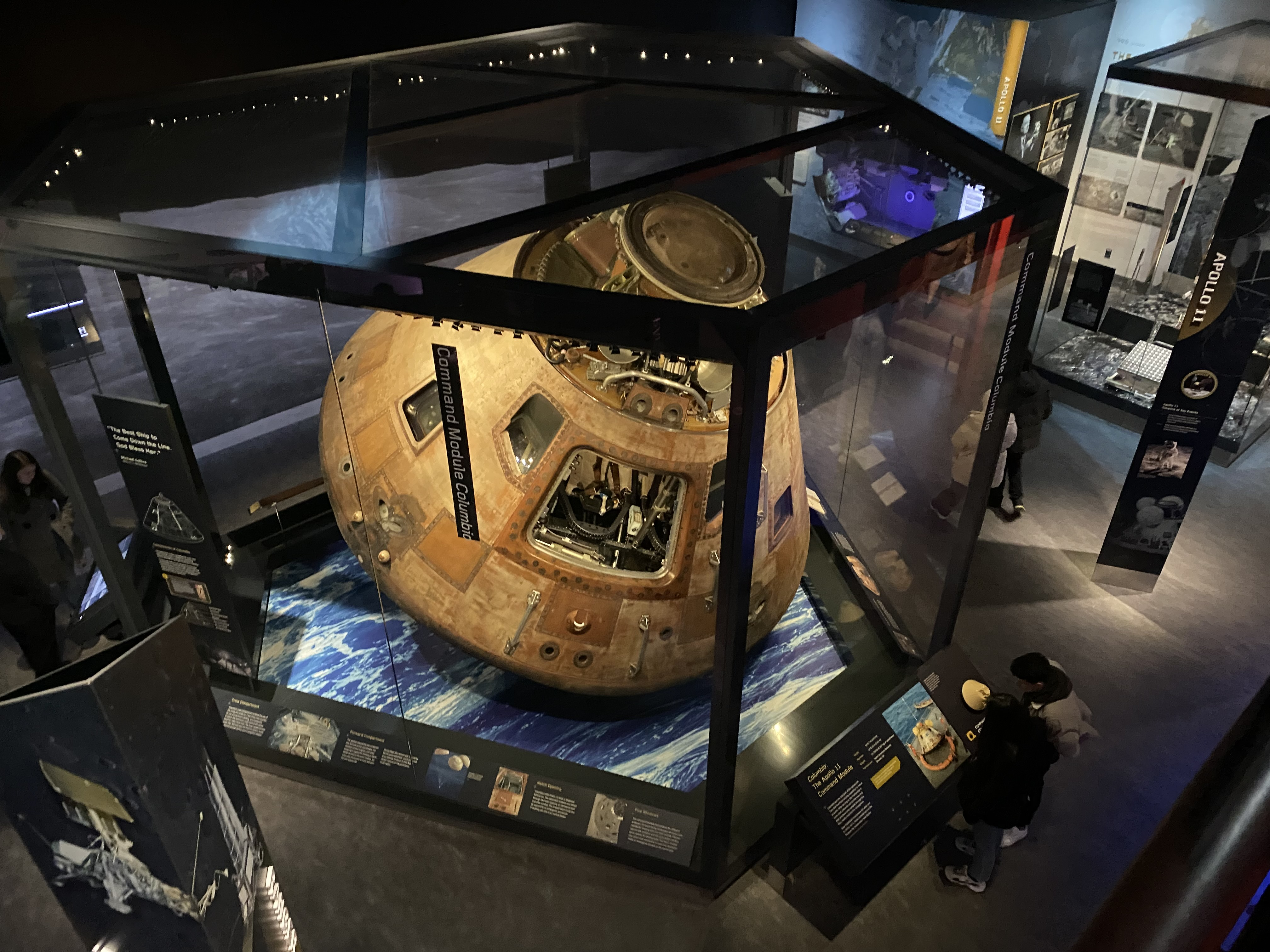
미국 워싱턴 D.C.의 국립항공우주박물관 신관에 전시된 컬럼비아 사령선
사령선 내부

## 같이 보기
- 달 착륙선 이글

## 관련 문헌
- Brooks, Courtney G.; Grimwood, James M.; Swenson, Loyd S. (1979). 《Chariots for Apollo: The NASA History of Manned Lunar Spacecraft to 1979》 (PDF) (영어). NASA.